# آنتوسیانوزید آ
آنتوسیانوزید آ (به انگلیسی: Anthocyanoside A)
رده درمانی: درمان اختلالات عروقی.
اشکال دارویی: قرص
مکانیسم اثر: ترکیب آنتوسیانوزید و بتا کاروتن مقاومت جدار عروق را افزایش و نفوذپذیری آن را کاهش می‌دهد.
موارد مصرف: اکیموز و پتشی، نارسایی وریدی لنفاوی، شب کوری